# 沛勋堂
沛勋堂，位于中国广东省中山市南区竹秀园村，为仿英式三层建筑，楼顶有钟楼。沛勋堂始建于1932年，为永安公司创办人郭乐、郭泉、郭顺为纪念其父郭沛勋而建。2000年11月，列入中山市文物保护单位。